# بوت زنانه

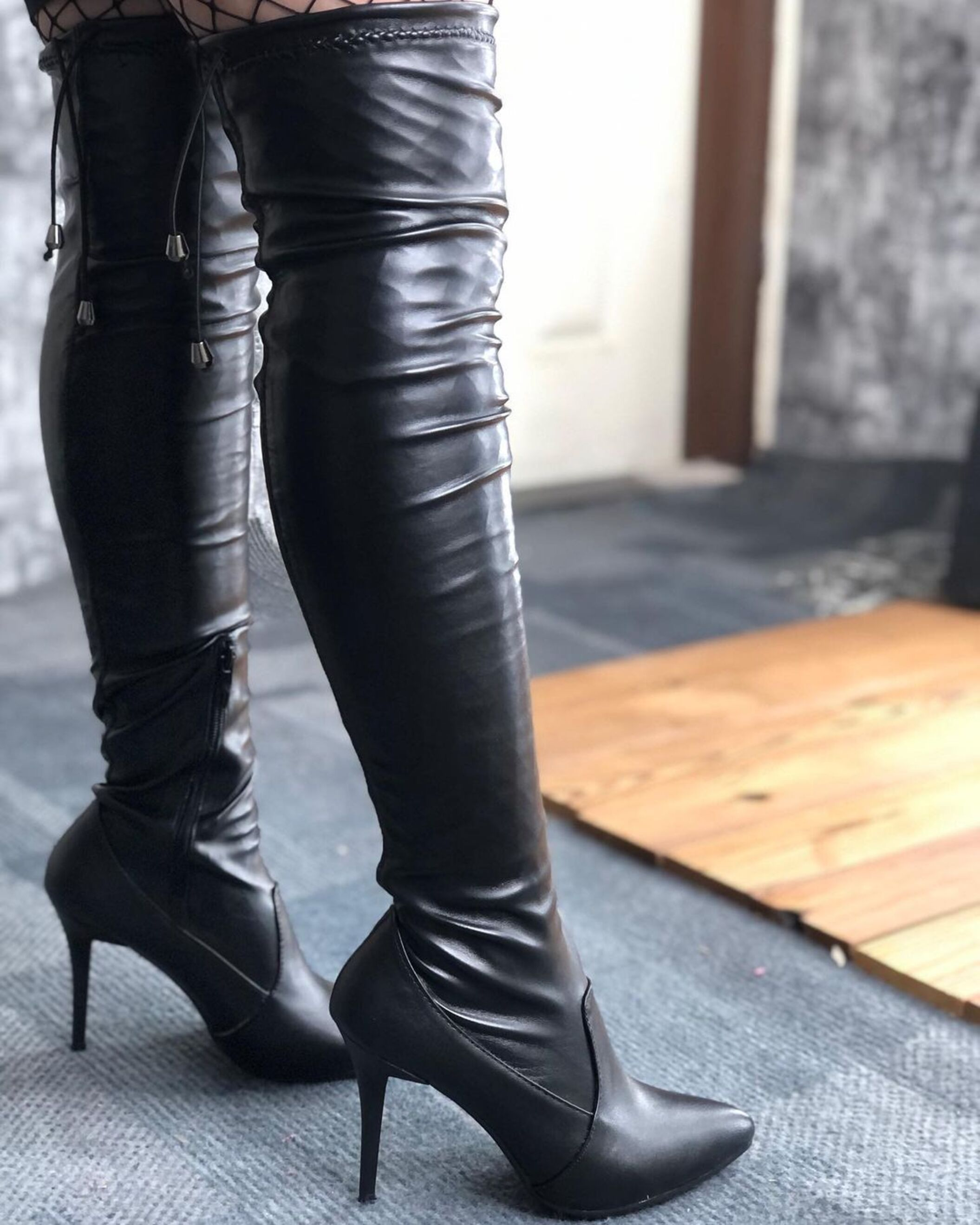
گونه‌ای بوت بلند چرم زنانه که دارای پاشنه نیز است.

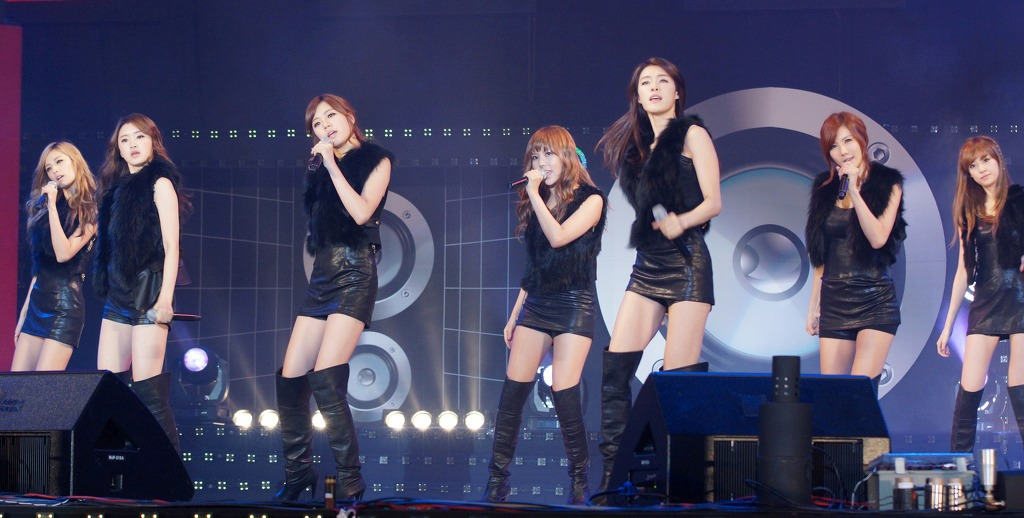
گروهی از خوانندگان یک کنسرت موسیقی با بوت‌های زنانه پاشنه‌بلند

بوت زنانه یا چکمه زنانه گونه‌ای پای‌افزار زنانه است که معمولاً هم پا و هم قوزک پا را می‌پوشاند. برخی چکمه‌ها تا زانو و گاه تا بالای ران را هم می‌پوشانند. 
چکمه‌ها هم به دلیل کارکردشان و هم به دلایل استایل و مد پوشیده می‌شوند. پاشنه چکمه‌ها معمولاً به گونه‌ای ساخته می‌شود که از بقیه کف چکمه قابل تشخیص باشد. چکمه‌ها در آغاز برای استخدام اسب سواران و سپاهیان درست شده بود، ولی امروزه چکمه‌های زیادی نیز برای زیبایی و مد به ویژه برای بانوان ساخته می‌شود.
یافته‌های باستان‌شناسی نیز از استفاده پارسیان باستان از کفش‌هایی مشابه پرده برداشته است که احتمال می‌رود کاربرد آن چکمه‌ها بیشتر توسط نظامیان مرد آنان بوده باشد.
اگرچه استفاده گسترده از بوت توسط نظامیان مرد در ابتدا روی داد اما کم‌کم زنان جای آنان را گرفتند. زنانی که بوت‌های پاشنه بلند می‌پوشند حس اعتماد به نفس و قدرت بیشتر و حتی بالادست بودن را در برابر دیگران تجربه می‌کنند. 
به باور بسیاری از روانکاوان همان حس قدرت داشتن و اعتماد به نفس نظامی از طریق پوشیدن بوت‌های بلند به زنان منتقل می‌شود. در بسیاری از جوامع نیز پوشیدن بوت‌های بلند توسط زنان به سلطه‌گری و کنترل داشتن آنان بر مردان مرتبط دانسته شده‌است. در جوامع امروزی پذیرفته شده‌است که اکثر مدل‌های بوت به ویژه بلند و میخ‌دار تنها توسط زنان پوشیده شود.

## پیشینه

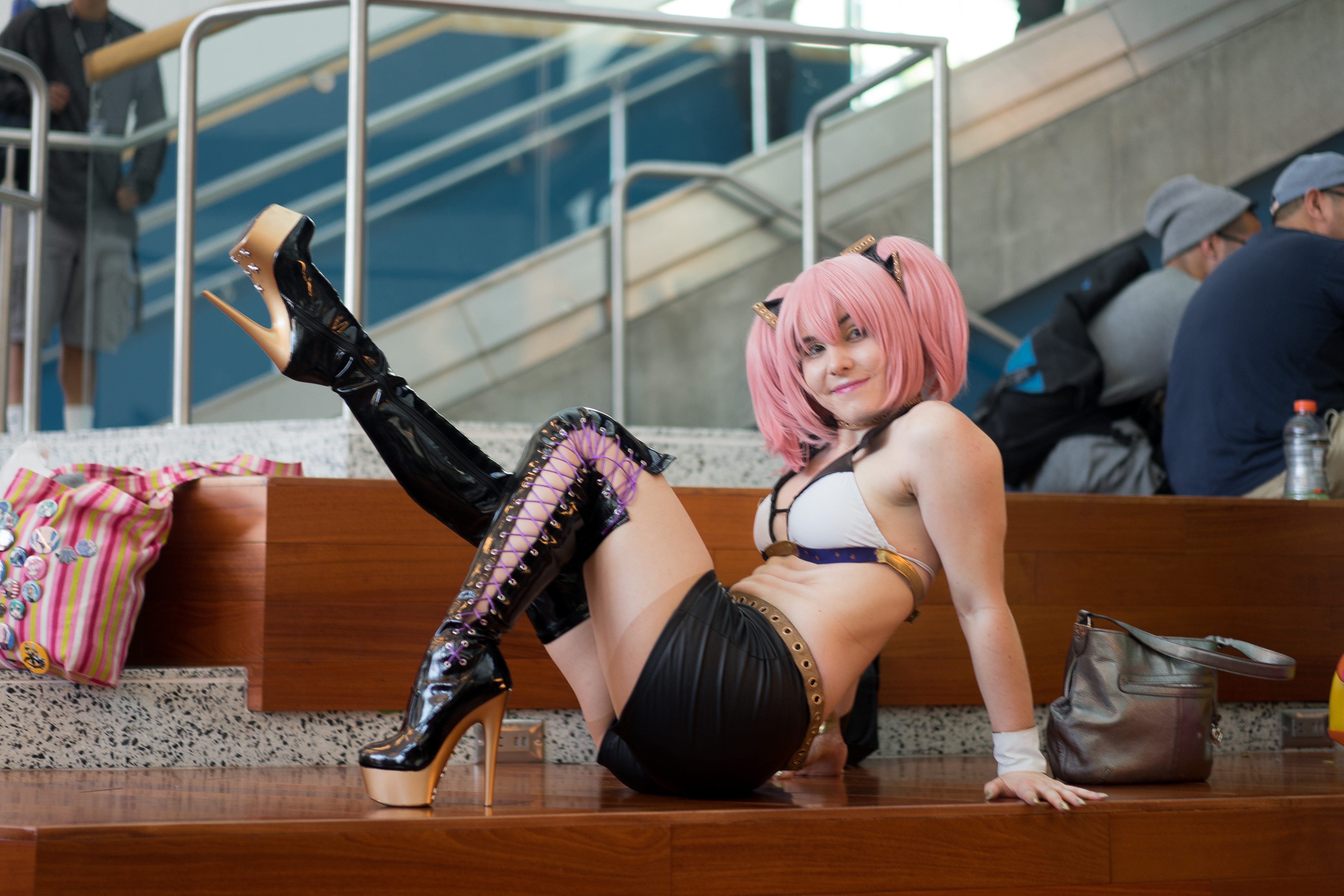
یک دختر با بوت‌های فشن هنگام عکاسی کازپلی

نخستین بوت‌های زنانه، به دلایل محافظتی و ایمنی پوشیده می‌شدند. اگرچه استفاده گسترده از بوت توسط نظامیان مرد در ابتدا روی داد اما کم‌کم زنان جای آنان را گرفتند و امروزه بیشتر پوشاکی زنانه دانسته شده‌است. 
زنانی که بوت‌های پاشنه بلند می‌پوشند حس اعتماد به نفس و قدرت بیشتر و حتی بالادست بودن را در برابر دیگران تجربه می‌کنند. به باور بسیاری از روانکاوان همان حس قدرت و اعتماد به نفس نظامی از طریق پوشیدن بوت‌های بلند به زنان منتقل می‌شود. 
در بسیاری از جوامع نیز پوشیدن بوت‌های بلند توسط زنان به سلطه‌گری و کنترل داشتن آنان بر مردان مرتبط دانسته شده‌است. در آثاری که به سلطه‌گری زن بر مرد اشاره دارند نیز معمولاً زنان سلطه‌گر دارای بوت‌های بلند چرم هستند.
به صورت کلی مردان توسط زنان دارای بوت‌های بلند آسان‌تر جذب و کنترل می‌شوند. در جوامع امروزی پذیرفته شده‌است که بیشتر مدل‌های بوت. به ویژه بلند و میخ‌دار تنها توسط زنان پوشیده شود.

## کاربرد
اگرچه که به صورت تاریخی کاربرد اصلی بوت برای مردان نظامی در نظر گرفته می‌شده‌است اما امروزه بیشتر مدل‌های آن به عنوان پوشاکی زنانه شناخته می‌شوند. کاربرد اصلی بوت برای زنان افزون بر افزایش زیبایی زنانه شامل بالا بردن اعتماد به نفس و گرفتن گونه‌ای حس قدرت و سلطه‌گری در برابر جنس مخالف‌است. جذب و کنترل مردان توسط زنانی که بوت‌های بلند می‌پوشند آسان‌تر است.
چکمه‌ها معمولاً با جوراب یا استاکینگ پوشیده می‌شوند تا از ایجاد چروک و آسیب و جذب عرق پیشگیری شده و به بهبود چسبندگی پا در داخل چکمه یا عایق‌سازی پا در برابر سرما منجر شود.

## گونه‌ها
بوت بلند یا بوت ران زنانه گونه‌ای بوت است که به‌طور معمول تا بالای زانو یا وسط ران کشیده می‌شود. کاربرد این بوت‌ها امروزه بیشتر برای زیبایی و زنان است.
این نوع بوت اگرچه کاربرد اروتیک دارد و سلطه‌گری زنانه ضد مردان را نیز یادآوری می‌کند اما امروزه کاربردی فراوان در مد و زیبایی زنان دارد. با این حال در صنعت مد بیشتر برای زنان دارای پاهای کشیده پیشنهاد می‌شود.